# Thelairosoma comatum
Thelairosoma comatum là một loài ruồi trong họ Tachinidae.